# Veľký Čepčín
Veľký Čepčín (hongrois : Nagycsepcsény) est un village de Slovaquie situé dans la région de Žilina.

## Histoire
La première mention écrite du village date de 1262.

## Démographie

### Évolution de la population
| Année:               | 1994. | 2004.   | 2014.    | 2024.   |
| -------------------- | ----- | ------- | -------- | ------- |
| Nombre de personnes: | 225   | 215     | 245      | 258     |
| Différence:          |       | -4,44 % | +13,95 % | +5,30 % |

| Année:               | 2023. | 2024.   |
| -------------------- | ----- | ------- |
| Nombre de personnes: | 253   | 258     |
| Différence:          |       | +1,97 % |